# Atlétika a 2015. évi Európa-játékokon
A 2015. évi Európa-játékokon az atlétikában összesen 1 vegyes csapat versenyszámot rendeztek. Az atlétika versenyszámát június 21. és 22. között tartották.

## Éremtáblázat
|          | Ország          | Arany | Ezüst | Bronz | Összesen |
| 1.       | Szlovákia (SVK) | 1     | 0     | 0     | 1        |
|          |                 |       |       |       |          |
| 2.       | Ausztria (AUT)  | 0     | 1     | 0     | 1        |
|          |                 |       |       |       |          |
| 3.       | Izrael (ISR)    | 0     | 0     | 1     | 1        |
| Összesen | Összesen        | 1     | 1     | 1     | 3        |

## Érmesek
| A 2015. évi Európa-játékok érmesei atlétikában | A 2015. évi Európa-játékok érmesei atlétikában | A 2015. évi Európa-játékok érmesei atlétikában | A 2015. évi Európa-játékok érmesei atlétikában |
| ---------------------------------------------- | ---------------------------------------------- | ---------------------------------------------- | ---------------------------------------------- |
| arany                                          | ezüst                                          | bronz                                          |                                                |
| Szlovákia (SVK)                                | Ausztria (AUT)                                 | Izrael (ISR)                                   |                                                |

## Résztvevők
| - Albánia - Andorra - Ausztria - Azerbajdzsán - Bosznia-Hercegovina - Grúzia - Izrael | - Luxemburg - Macedónia - Málta - Moldova - Montenegró - Örményország - Szlovákia |

## Eredmények
A vegyes csapat versenye több atlétikai versenyszámból áll: síkfutó, gátfutó, váltófutó, ugró és dobó számok. Végeredménye 40 (20 férfi + 20 női) versenyszám eredményeiből adódik össze.